# یواس‌اس کاسکاسکیا (ای‌او-۲۷)
یواس‌اس کاسکاسکیا (ای‌او-۲۷) (به انگلیسی: USS Kaskaskia (AO-27)) یک کشتی بود که طول آن ۵۵۳ فوت (۱۶۹ متر) بود. این کشتی در سال ۱۹۳۹ ساخته شد.